# Dactylochelifer saharensis
Espèce
Dactylochelifer saharensis est une espèce de pseudoscorpions de la famille des Cheliferidae.

## Distribution
Cette espèce est endémique du Tchad. Elle se rencontre vers Bardaï au Tibesti.

## Étymologie
Son nom d'espèce, composé de sahar[a] et du suffixe latin -ensis, « qui vit dans, qui habite », lui a été donné en référence au lieu de sa découverte, le Sahara.

## Publication originale
- Heurtault, 1971 : Pseudoscorpions de la région du Tibesti (Sahara méridionale). IV. Cheliferidae. Bulletin du Muséum National d'Histoire Naturelle, Paris, sér. 2, vol. 42, p. 685-707.